# Livendula leucophaea
Livendula leucophaea is een vlindersoort uit de familie van de prachtvlinders (Riodinidae), onderfamilie Riodininae.
Livendula leucophaea werd in 1821 beschreven door Hübner.